# Paštiky

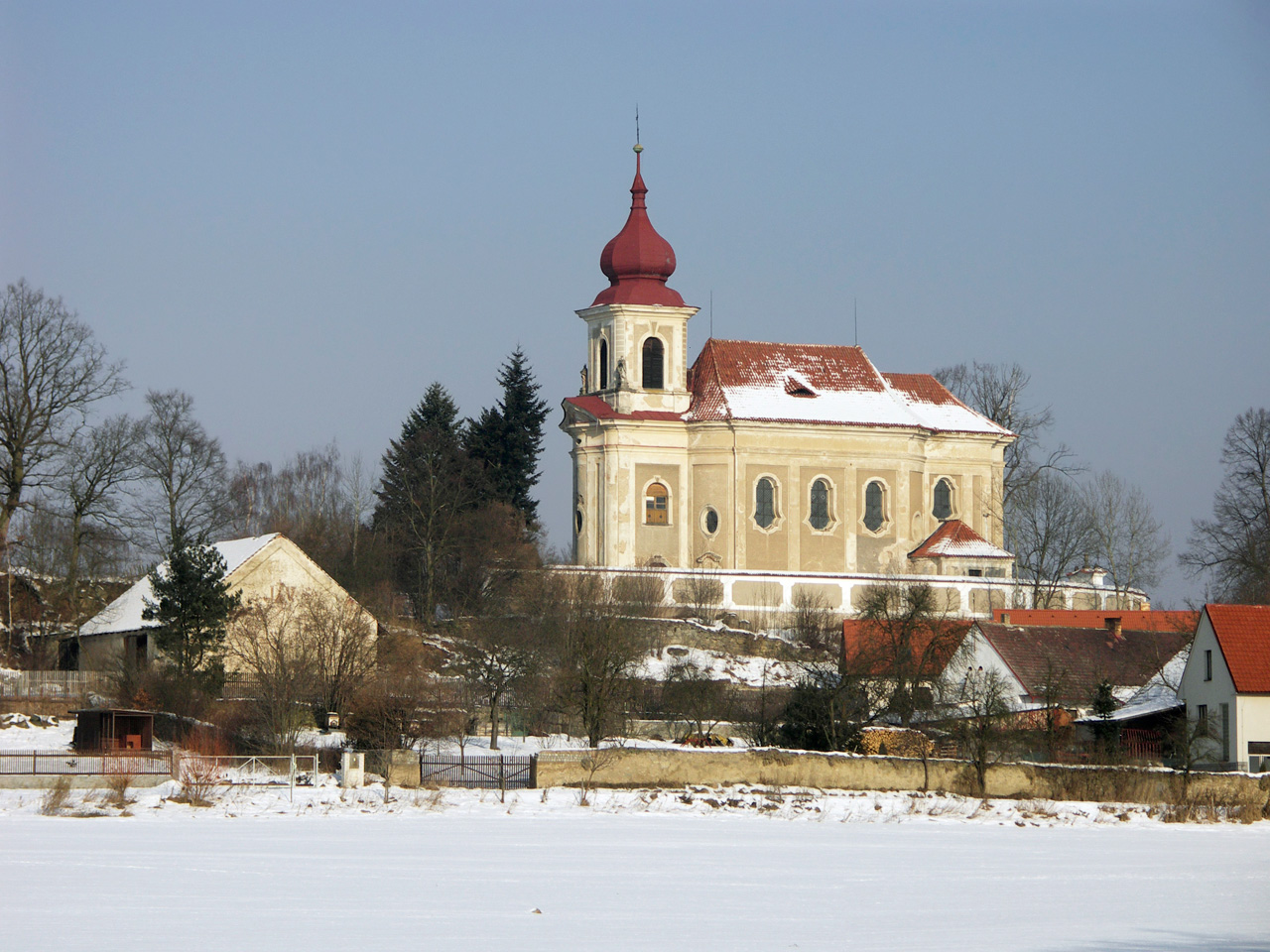
Kirche Johannes des Täufers in Paštiky

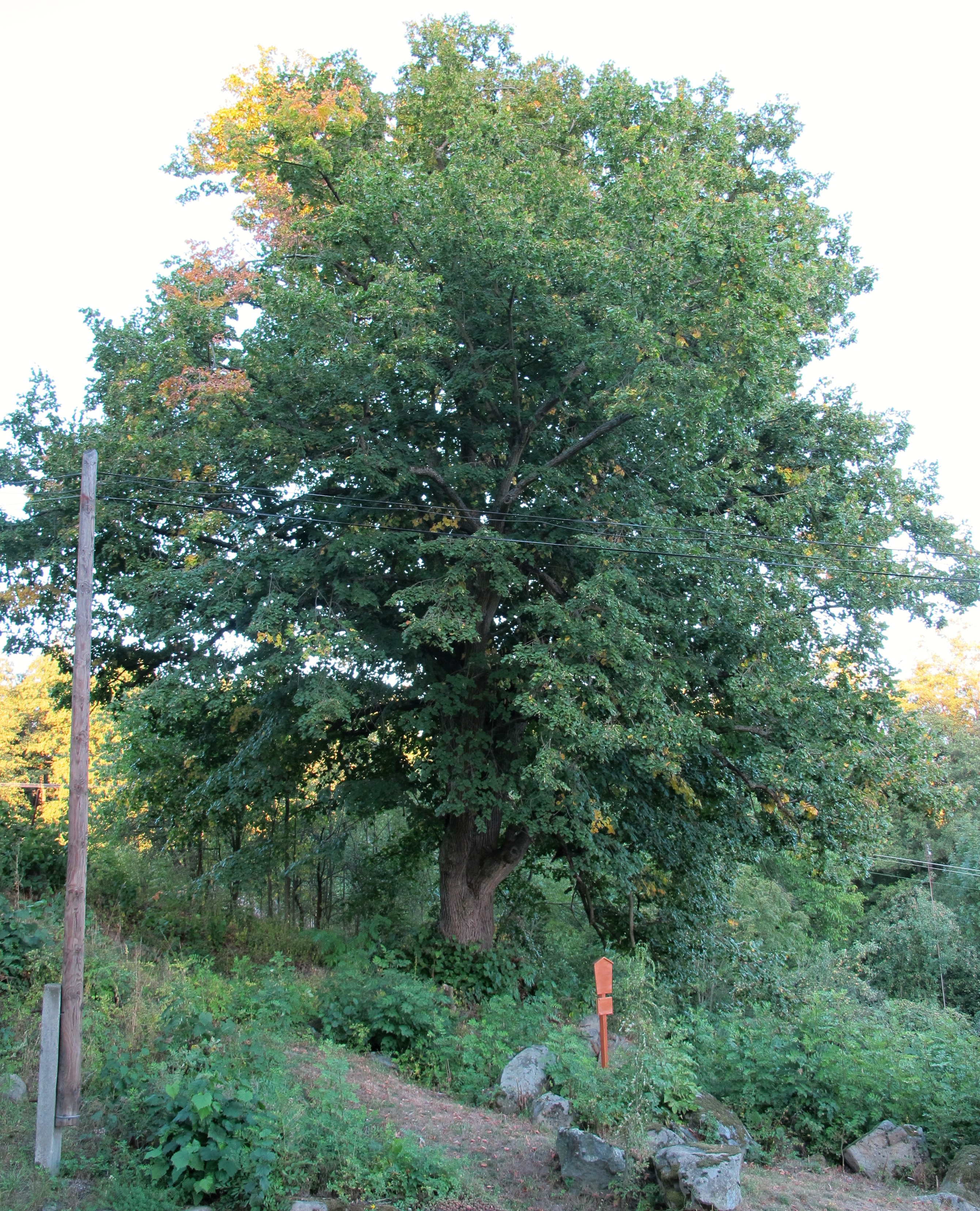
Paschtiker Linde

Paštiky [ˈpaʃtɪkɪ] (deutsch Paschtik) ist ein Ortsteil der Gemeinde Bezdědovice in Tschechien. Er liegt zwei Kilometer nordöstlich von Blatná in Südböhmen und gehört zum Okres Strakonice.

## Geographie

### Geographische Lage
Paštiky befindet sich am rechten Ufer des Baches Paštický potok im Hügelland Blatenská pahorkatina. Im Norden erhebt sich der Málkovský vrch (544 m), nordöstlich der U Skály (503 m) und der Střížovický vrch (541 m), im Südosten der Nový háj (472 m), südwestlich die Vinice (472 m) sowie im Nordwesten die Dubiny (529 m) und der Zelený vrch (522 m). In der Umgebung von Paštiky liegen mehrere Teiche, von denen der Silnický rybník und der Bouček im Norden sowie Drážský rybník im Süden die größten sind.

### Gemeindegliederung
Der Ortsteil Paštiky ist Teil des Katastralbezirkes Bezdědovice.

### Nachbargemeinden
Nachbarorte sind Starý Dvůr, Nový Dvůr, Drahenický Málkov und Chaloupky im Norden, Černívsko, Chobot, Újezd u Skaličan, Střížovice und Myštice im Nordosten, Vahlovice, Dvořetice und Laciná im Osten, Skaličany, Buzický Dvůr und Buzice im Südosten, Lapač, Hněvkov, Sídliště Nad Lomnici und Sídliště 2 im Süden, Blatná, Pod Škalí und Řečice im Südwesten, Bezdědovice im Westen sowie Paračov und Dobšice im Nordwesten.

## Geschichte
Die erste schriftliche Erwähnung von Paštiky erfolgte im Jahre 1352 im päpstlichen Zehntverzeichnis des Dekanates Bozeň. Wahrscheinlich in der zweiten Hälfte des 14. Jahrhunderts entstand auf der Anhöhe über dem Dorf eine kleine gotische Kirche. Die erste gesicherte Erwähnung eines Plebans in Passcziek erfolgte 1411. Nach den Schriften des Blatnáer Archivars und Regionalhistorikers Jan Pavel Hille (1861–1943) wirkte 1380 in Paštiky der Pleban Martin; nach Hille versah in den Jahren 1395 und 1412 Jan von Přešťovice dieses Amt und führte in dieser Zeit mit Bušek von Buzice einen Streit über die der Kirche zustehenden Abgaben. In der Mitte des 15. Jahrhunderts bestand in Paštiky eine Pfarrei; im Jahre 1436 klagte der Paštiker Pfarrer beim Besitzer der Herrschaft Blatná, Johann von Rosental wegen Beschädigung seines Teiches. Die Pfarre Paštiky wurde 1594 aufgehoben und die Kirche zur Filialkirche der Pfarre Blatná. Im Jahre 1608 bestand Paštiky aus drei Huben. Im Jahre 1709 erwarb Josef Graf Serényi von Kis-Serény die Herrschaft Blatná. Im Jahre 1774 standen in Paštiky acht Chaluppen, die Ziegelei, der Hof mit der Schäferei sowie eine Mühle. 1798 erwarben die Freiherren Hildprandt von und zu Ottenhausen die Herrschaft Blatná. Paštiky war Sitz eines Richters, dem auch die Niedere Gerichtsbarkeit über Bezdědovice oblag. Während das Nachbardorf Bezdědovice im Laufe des 19. Jahrhunderts auf Grund seiner verkehrsgünstigen Lage an der Kaiserstraße stark anwuchs, berührte diese Entwicklung Paštiky überhaupt nicht. Im Jahre 1837 bestand Paschtik / Passtik aus 8 Häusern mit 44 Einwohnern. Im Ort gab es die Filialkirche Johannes des Täufers. Pfarrort war Blatna. Bis zur Mitte des 19. Jahrhunderts blieb Paschtik immer der Herrschaft Blatná untertänig.
Nach der Aufhebung der Patrimonialherrschaften bildete Paštiky / Paschtik ab 1850 mit den Ortsteilen Bezdědovice und Dobšice eine Gemeinde in der Bezirkshauptmannschaft und dem Gerichtsbezirk Blatná. Die neue Eisenbahnverbindung Březnice–Strakonice begünstigte um die Jahrhundertwende den Betrieb zahlreicher Steinbrüche um Blatná; auch bei Paštiky wurde ein Granitbruch betrieben. Im Jahre 1910 bestand Paštiky aus neun Häusern, in denen 48 Personen lebten.
Im Jahre 1948 erfolgte die Umbenennung der Gemeinde Paštiky in Bezdědovice. Im Zuge der Aufhebung des Okres Blatná wurde Paštiky 1960 dem Okres Strakonice zugeordnet. Am 1. Jänner 1974 erfolgte die Eingemeindung nach Blatná. 1988 lebten in Paštiky 20 Menschen. Bezdědovice, Dobšice und Paštiky lösten sich am 24. November 1990 wieder von Blatná los und bildeten die Gemeinde Bezdědovice. Im Jahre 1990 hatte Paštiky 20 Einwohner, beim Zensus von 2001 wurden wiederum 20 Einwohner und 10 Wohnhäuser gezählt.

## Kultur und Sehenswürdigkeiten
- Barocke Kirche Johannes des Täufers auf der Anhöhe über dem Dorf, sie entstand zwischen 1747 und 1753 nach Plänen von Kilian Ignaz Dientzenhofer anstelle eines gotischen Vorgängerbaus. Die Fresken schuf Johann Wenzel Spitzer, die reich verzierte barocke Innenausstattung stammt von Ferdinand Ublaker.
- Friedhof Paštiky, er befindet sich um die Kirche. Das an der Ostseite gelegene Eingangstor ist mit steinernen Schädeln und Knochen verziert. Die Friedhofskapelle mit darunterliegender Krypta entstand ebenfalls nach einem Entwurf Dientzenhofers. Im Jahre 1846 ließ die Familie Hildprandt von und zu Ottenhausen die Friedhofskapelle zu ihrer Familiengrablege umgestalten.
- Paschtiker Linde, Baumdenkmal am Friedhof